# 伊勢丹ラグビー部
伊勢丹ラグビー部（いせたんラグビーぶ、英: Isetan Rugby Football Club）は、かつて存在した伊勢丹のラグビーユニオンチーム。自前のグラウンドはなかった。

## 歴史
- 1959年 - 創部[2]。
- 1989年 - 東日本社会人リーグに昇格[3]。
- 2001年 - 活動休止[4]。

## 練習時間

### 2000年（平成12年）春季の 勤務時間と練習時間
出典：
| 曜日 | 店舗営業時間 | 勤務形態  | 練習時間     | 練習内容             | 練習場所         |
| ---- | ------------ | --------- | ------------ | -------------------- | ---------------- |
| 月曜 | 10:00～19:30 | 早番      | 18:00～20:00 | ウエイトトレーニング | スポーツクラブ   |
| 火曜 | 10:00～19:30 | 早番/遅番 | なし         | ━                    | ━                |
| 水曜 | 10:00～19:30 | 休み      | 9:45～11:45  | 全体練習             | 横浜または世田谷 |
| 木曜 | 10:00～19:30 | 早番/遅番 | なし         | ━                    | ━                |
| 金曜 | 10:00～19:30 | 早番      | 18:00～20:00 | ウエイトトレーニング | スポーツクラブ   |
| 土曜 | 10:00～19:30 | 休み      | フリー       | フリー               |                  |
| 日曜 | 10:00～19:30 | 早番/遅番 | なし         | ━                    | ━                |

## 成績

### 全国社会人大会戦績
| 回 | 年度 | 地区   | 成績           | 試 | 勝 | 分 | 敗 | 得  | 失  | 差   | 備考 |
| -- | ---- | ------ | -------------- | -- | -- | -- | -- | --- | --- | ---- | ---- |
| 45 | 1992 | 東日本 | 1回戦敗退      | 1  | 0  | 0  | 1  | 9   | 38  | -29  |      |
| 46 | 1993 | 東日本 | 1回戦敗退      | 1  | 0  | 0  | 1  | 15  | 56  | -41  |      |
| 47 | 1994 | 東日本 | 1回戦敗退      | 1  | 0  | 0  | 1  | 19  | 39  | -20  |      |
| 48 | 1995 | 東日本 | 予選プール敗退 | 3  | 1  | 0  | 2  | 90  | 89  | 1    |      |
| 49 | 1996 | 東日本 | ベスト8        | 4  | 2  | 0  | 2  | 139 | 133 | 6    |      |
| 50 | 1997 | 東日本 | ベスト8        | 4  | 2  | 0  | 2  | 127 | 129 | -2   |      |
| 51 | 1998 | 東日本 | 予選プール敗退 | 3  | 0  | 0  | 3  | 10  | 179 | -169 |      |

### リーグ戦戦績
東日本社会人リーグ昇格後の成績。
- 1990-1991 東日本社会人リーグ 5位[注 1]
- 1991-1992 東日本社会人リーグ 8位、入替戦：勝利、東日本社会人リーグ残留
- 1992-1993 東日本社会人リーグ 4位
- 1993-1994 東日本社会人リーグ 5位
- 1995-1996 東日本社会人リーグ 5位[注 2]
- 1996-1997 東日本社会人リーグ 5位
- 1997-1998 東日本社会人リーグ 4位[注 3]
- 1998-1999 東日本社会人リーグ 7位、入替戦：勝利、東日本社会人リーグ残留
- 1999-2000 東日本社会人リーグ 8位、入替戦：敗戦、関東社会人リーグ1部降格
- 2000-2001 関東社会人リーグ1部Aグループ 3位

## 主な在籍選手
- アラン・テーラー
- 石塚武生（日本代表、元監督、早稲田大学元監督）
- クリス・オニール
- 近藤洋（元監督）
- 小口耕平（日本代表）
- ジョージ・コニア（日本代表、三菱重工相模原ダイナボアーズ元ヘッドコーチ）
- マーク・フィンレー（ニュージーランド代表）
- 吉田義人（日本代表、7人制日本代表、明治大学元監督）
- 山内智一
- 赤羽俊孝（茗渓学園→学習院大）